# Etropus delsmani
Etropus delsmani är en fiskart som beskrevs av Chabanaud, 1940. Etropus delsmani ingår i släktet Etropus och familjen Paralichthyidae.

## Underarter
Arten delas in i följande underarter:
- E. d. pacificus
- E. d. delsmani